# إيكاترينا لافرينتيفا
إيكاترينا لافرينتيفا (مواليد 26 يونيو 1981) هي لاعبة زحافات ثلجية روسية تنافس منذ أواخر التسعينيات، فازت بثماني ميداليات في بطولة الاتحاد الدولي للزحافات مضمار لوج الطبيعي العالمية بثلاث ذهبيات (فردي سيدات (ذهبي: 2000 ، 2005 ، 2007) ، أربع ميداليات فضية (فردي سيدات: 2003 ، 2009 ، 2011 ؛ فريق مختلط: 2005) ، وبرونزيتان (فريق مختلط: 2009 ، 2011).
فازت أيضًا بأربع ميداليات في حدث فردي السيدات في بطولة بطولة الاتحاد الدولي للزحافات مضمار لوج الطبيعي الأوروبية بثلاث ذهبيات (2004 ، 2008 ، 2010) وميدالية فضية في عام 2002.